# ميدان (تشالدران)
ميدان (بالفارسية: میدان) هي قرية تقع في أذربيجان الغربية في إيران. يقدر عدد سكانها بـ 10 نسمة بحسب إحصاء 2016.